# Gersende du Maine
 (octobre 2023).
La mise en forme du texte ne suit pas les recommandations de Wikipédia : il faut le « wikifier ».
Les points d'amélioration suivants sont les cas les plus fréquents. Le détail des points à revoir est peut-être précisé sur la page de discussion.
- Les titres sont pré-formatés par le logiciel. Ils ne sont ni en capitales, ni en gras.
- Le texte ne doit pas être écrit en capitales (les noms de famille non plus), ni en gras, ni en italique, ni en « petit »…
- Le gras n'est utilisé que pour surligner le titre de l'article dans l'introduction, une seule fois.
- L'italique est rarement utilisé : mots en langue étrangère, titres d'œuvres, noms de bateaux, etc.
- Les citations ne sont pas en italique mais en corps de texte normal. Elles sont entourées par des guillemets français : « et ».
- Les listes à puces sont à éviter, des paragraphes rédigés étant largement préférés. Les tableaux sont à réserver à la présentation de données structurées (résultats, etc.).
- Les appels de note de bas de page (petits chiffres en exposant, introduits par l'outil «  Source ») sont à placer entre la fin de phrase et le point final[comme ça].
- Les liens internes (vers d'autres articles de Wikipédia) sont à choisir avec parcimonie. Créez des liens vers des articles approfondissant le sujet. Les termes génériques sans rapport avec le sujet sont à éviter, ainsi que les répétitions de liens vers un même terme.
- Les liens externes sont à placer uniquement dans une section « Liens externes », à la fin de l'article. Ces liens sont à choisir avec parcimonie suivant les règles définies. Si un lien sert de source à l'article, son insertion dans le texte est à faire par les notes de bas de page.
- La présentation des références doit suivre les conventions bibliographiques. Il est recommandé d'utiliser les modèles {{Ouvrage}}, {{Chapitre}}, {{Article}}, {{Lien web}} et/ou {{Bibliographie}}. Le mode d'édition visuel peut mettre en forme automatiquement les références.
- Insérer une infobox (cadre d'informations à droite) n'est pas obligatoire pour parachever la mise en page.

Pour une aide détaillée, merci de consulter Aide:Wikification.
Si vous pensez que ces points ont été résolus, vous pouvez retirer ce bandeau et améliorer la mise en forme d'un autre article.
Gersende du Maine (vers 1030 – après 1071) fut d'abord comtesse consorte de Blois, de Chartres, de Châteaudun, de Tours, de Provins, de Sancerre, de Meaux et de Troyes par son mariage avec Thibaud III de Blois. Plus tard, elle devint comtesse consorte de Lunigiana et marquise consorte d'Este (actuelle Italie) en épousant Alberto Azzo II d'Este. Elle exerça également brièvement le titre de comtesse du Maine.

## Origines
Originaire de la région du Maine, Gersende était la deuxième fille du comte Herbert Ier du Maine, comme mentionné dans l'Actus pontificum Cenomannis, chapitre XXXII, Gesta Domini Arnaldi Episcopi. Herbert était lui-même le second fils du comte Hugues III du Maine, comme le confirme le document numéro IV du Cartulaire des abbayes de Saint-Pierre de la Couture et de Saint-Pierre de Solesmes. Malheureusement, nous ne disposons pas d'informations sur le nom de sa mère ni sur sa lignée.

## Biographie
Gersende fut mariée à Thibaud III, comte de Blois, de Chartres, de Châteaudun, de Tours, de Provins, de Sancerre, de Meaux et de Troyes, comme en témoigne l'Actus pontificum Cenomannis, chapitre XXXII, Gesta Domini Arnaldi Episcopi. Thibaut III était le fils d'Étienne-Henri II de Blois et d'Ermengarde d'Auvergne, elle-même fille de Guillaume IV d'Auvergne. Peu de temps après leur mariage (avant 1049), Gersende fut répudiée, possiblement pour ne pas avoir donné d'enfants à son mari.
Entre 1049 et 1051, Gersende se remaria avec Alberto Azzo II, comte de Lunigiana et marquis d'Este, comme le confirme l'Actus pontificum Cenomannis, chapitre XXXII, Gesta Domini Arnaldi Episcopi. Alberto Azzo II était le fils d'Alberto Azzo I, marquis de Milan, comte de Luni, Tortone et Gênes.
Lorsque son neveu, Herbert II du Maine, mourut en 1062 sans héritier, le duc de Normandie, Guillaume le Conquérant, s'empara du comté au nom de Marguerite du Maine et de son fiancé, le fils de Guillaume, Robert. Cependant, les nobles du Maine élurent Biota, la sœur de Gersende, et son mari, Gautier Ier, comte du Vexin et d'Amiens, comme comtes du Maine. Ils cherchèrent la protection du nouveau comte d'Anjou, Geoffroy III le Barbu. Guillaume prit néanmoins le contrôle du Maine en 1063, capturant Gauthier et Biota, qu'il emprisonna à Falaise, en Normandie. Après la mort de Marguerite en 1063, le fils de Guillaume, Robert, hérita du comté du Maine.
En 1069, les nobles du Maine, soutenus par le comte d'Anjou, Foulques IV le Réchin, chassèrent les Normands du Maine et offrirent le comté à Gersende et à son mari, Alberto Azzo II. En 1070, selon l'Actus pontificum Cenomannis, chapitre XXXII, Gesta Domini Arnaldi Episcopi, Gersende et Alberto Azzo II décidèrent de céder le titre à leur jeune fils, Hugues V, et de confier le gouvernement à Geoffroy de Mayenne, qui avait dirigé la révolte contre les Normands selon Orderic Vital. À partir de 1070, Gersende resta dans le Maine avec son fils et devint l'amante de Geoffroy de Mayenne.
Environ en 1073, les Normands attaquèrent à nouveau le Maine, mais ne réussirent qu'à en conquérir une partie. La plus grande partie du comté demeura aux mains de Hugues V.
La date précise du décès de Gersende n'est pas connue. Selon Ludovico Antonio Muratori, elle est décédée peu de temps après, car elle n'est plus mentionnée dans les actes.

## Mariages et descendance

### Premières noces
Pour certains historiens, Gersende n'eut aucuns enfants de son premier mariage avec le comte Thibaut ; bien que de nombreux auteurs lui ont attribué sans preuve véritable la maternité du comte Étienne II de Blois.

### Secondes noces
Cependant, il est aujourd'hui certain qu'elle en eut deux avec Alberto Azzo :
- Folco I d'Este († 1128), marquis d'Este ;

- Hugues († 1131), comte du Maine.